# جون هيوز (صحفي)
جون هيوز (بالإنجليزية: John Hughes)‏ هو محرر وصحفي أمريكي، ولد في 28 أبريل 1930.